# 1998 SO1
1998 SO1 är en asteroid i huvudbältet som upptäcktes den 16 september 1998 av OCA–DLR Asteroid Survey (ODAS).
Den tillhör asteroidgruppen Massalia.